# Gheorghe Brega
Gheorghe Brega (n. 25 septembrie 1951, Drepcăuți) este un medic și politician din Republica Moldova, viceprim-ministru pentru probleme sociale al Republicii Moldova (din 30 iulie 2015). În perioada 30 octombrie 2015 – 20 ianuarie 2016 a asigurat interimatul funcției de prim-ministru. Anterior, din anul 2009 până la 31 iulie 2015, a fost deputat în Parlamentul Republicii Moldova în cadrul fracțiunii Partidului Liberal (PL).

## Biografie
Gheorghe Brega s-a născut pe 25 septembrie 1951, în satul Drepcăuți, raionul Briceni, RSS Moldovenească. În perioada 1958-1968 a urmat școala medie din satul Drepcăuți, iar în anul 1974 a absolvit Institutul de Stat de Medicină din Chișinău, fiind specializat în urologie-chirurgie-oncologie.
În 1972-1974 a fost asistent medical la Spitalul de urgență din Chișinău. Între 1974-1976 a lucrat ca medic internist și medic-chirurg urolog la Spitalul Clinic Municipal nr.1 din Chișinău, iar între anii 1976-1978 – medic urolog la Spitalul Clinic Municipal nr.2 din Chișinău. În perioada 1978-1983 a activat ca medic oncolog-urolog la Policlinica Institutului Oncologic din Republica Moldova, iar între 1983-1989 a fost medic oncolog-urolog în secția de procto-urologie a Institutului Oncologic din Republica Moldova. Din 1989 până în 2004 a fost șef al secției urologie din cadrul Institutului Oncologic din Republica Moldova, iar între 2004-2009 – medic chirurg-urolog la Centrul Sănătății Familiei “Galaxia”.
Din 2009 până la 31 iulie 2015 a fost deputat în Parlamentul Republicii Moldova din partea fracțiunii Partidului Liberal. La 30 iulie 2015 a fost învestit în funcția de viceprim-ministru pentru probleme sociale al Republicii Moldova în Guvernul Streleț, fiind înaintat la funcție din partea Partidului Liberal. Conform prevederilor legale referitoare la compatibilitatea funcțiilor publice, a renunțat la funcția de deputat și la 31 iulie parlamentul a luat act de demisia sa.
După ce pe 29 octombrie 2015, guvernul în frunte cu Valeriu Streleț a fost demis printr-o moțiune de cenzură, a doua zi, pe 30 octombrie, conform procedurii el și-a prezentat demisia în fața șefului statului, Nicolae Timofti, iar acesta în scurt timp l-a desemnat drept premier interimar pe Gheorghe Brega.

## Controverse
Gheorghe Brega a fost implicat în mai multe scandaluri politice, dar și în afara sferei politice. De exemplu, o asistentă medicală l-a acuzat pe fostul deputat că ar fi bătut-o. S-a întâmplat la începutul. S-a întâmplat în perioada în care acesta era șef secție în cadrul Institutului de Oncologie din Republica Moldova. Asistenta medicală lovită de către medic a avut nevoie de îngrijiri medicale și a rămas cu grand de handicap. După acest incident, medicul a fost destituit din funcția de șef secție, dar a atacat horărârea în instanță.
A avut câștig de cauză în primele instanțe, dar ulterior, Curtea Supremă a Republicii Moldova a anulat deciziile favorabile dând dreptate conducerii Institutului de Oncologie Republica Moldova care l-a demis.
Un alt scandal în care a fost implicat fostul parlamentar a avut loc în momentul în care a acuzat o companie farmaceutică de calitatea proastă a medicamentelor pe care le-a produs și de faptul că ar fi fost favorizată de către instituțiile de stat din Republica Moldova. Nu au existat dovezi în acest sens, iar compania cu pricina l-a acuzat pe parlamentar că are interese financiare și că sprijină alte companii farmaceutice.

## Distincții
- Ordinul Național „Steaua României” în grad de Mare Ofițer (2014)[9][10]